# Silveiro Garcia
Silveiro Garcia (sinh ngày 2 tháng 4 năm 1994) là một cầu thủ bóng đá người Đông Timor hiện tại thi đấu ở vị trí tiền đạo cho AS Ponta Leste ở Liga Futebol Amadora và anh cũng thi đấu cho Đội tuyển bóng đá quốc gia Đông Timor.

## Sự nghiệp quốc tế
Garcia có màn ra mắt quốc tế trong thất bại 1-2 trước Trung Hoa Đài Bắc tại Vòng loại Cúp bóng đá châu Á 2019 vào ngày 11 tháng 10 năm 2016.

### Bàn thắng quốc tế
Tỉ số và kết quả liệt kê bàn thắng của Đông Timor trước.
| #  | Ngày                | Địa điểm                                          | Đối thủ     | Tỉ số | Kết quả | Giải đấu                |
| -- | ------------------- | ------------------------------------------------- | ----------- | ----- | ------- | ----------------------- |
| 1. | 5 tháng 12 năm 2017 | Sân vận động Thành phố Đài Bắc, Đài Bắc, Đài Loan | Philippines | 1–0   | 1–0     | CTFA International 2017 |
| 2. | 1 tháng 9 năm 2018  | Sân vận động Kuala Lumpur, Kuala Lumpur, Malaysia | Brunei      | 3–1   | 3–1     | Vòng loại AFF Cup 2018  |

## Danh hiệu
AS Ponta Leste
- Taça 12 de Novembro Vô địch: 2016[4]
- LFA Super Taça Vô địch: 2016[5][6]